# 海图

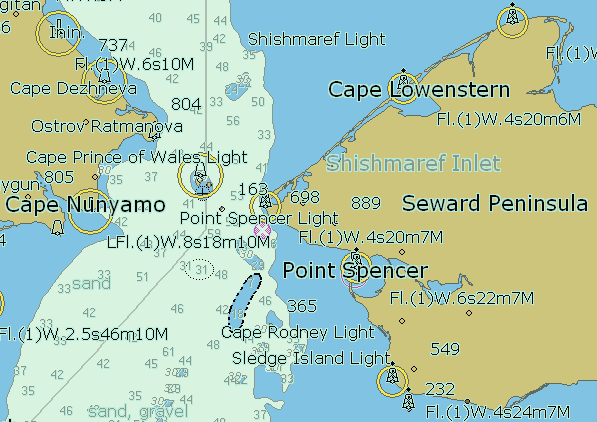
美國國家海洋暨大氣總署（NOAA）所繪製的白令海峽海圖

海圖（英語：Nautical chart），又稱航海圖，是精确测绘海洋水域和沿岸地物的专门地图，最早的航海圖為盛行於14世紀－17世紀的波特蘭型海圖，圖上佈滿放射狀的方位線，航行者借助這些方位線和羅經儀專供航海所使用，確保在海洋上之方向。其主要内容包括：岸形、岛屿、礁石、水深、航标、燈塔和无线电导航台等。有了海圖，船隻便不易擱淺了，所以它是航海必不可少的参考資料。
有很多類型，如：航海總圖、遠洋航海圖、近海航海圖、海岸圖、海灣圖，皆屬之。

## 分类
- 总图：一种小比例尺海图，比例约为1:4000000。涵盖的范围很大，包含的航行信息却很少。
- 洋图：也是小比例尺海图的一种，比例约为1:600000。涵盖区域为世界主要大洋。
- 近海圖：也是小比例尺海图的一种，比例约为1:250000。涵盖区域为各國沿海區域。
- 沿岸海图：一种记载详尽航行信息的大比例尺海图，比例通常为1:50000至1:100000之间。用于船只沿海岸线或在港口附近航行。
- 港区图：比例尺多大于1:50000，视港区大小及危险情况而定。主要供船只进出港或在狭窄水道内的航行，图中对陆上和水上航行信息的记载都非常详细。